# Хашаба Джадхав
Хашаба Дадасахеб Джадхав (англ. Khashaba Dadasaheb Jadhav; нар. 15 листопада 1927, село Голешвар, округ Сатара, штат Махараштра — 14 серпня 1984, Карад, округ Сатара, штат Махараштра) — індійський борець вільного стилю, бронзовий призер літніх Олімпійських ігор 1952 року в Гельсінкі. Перший спортсмен незалежної Індії, який виграв індивідуальну медаль на Олімпіаді. До нього індійські спортсмени за часів незалежності вигравали медаль лише один раз, у хокеї на траві — командному виді спорту, на літніх Олімпійських іграх 1948 року в Лондоні. Єдиний індійський олімпійський медаліст, який ніколи не отримував нагороду Падма.

## Життєпис
Був наймолодшим із п'яти синів відомого борця Дадасахеба Джадхава. У віці 8 років він переміг місцевого чемпіона всього за 2 хвилини та став незаперечним чемпіоном своєї області. У 1940—1947 роках він навчався в середній школі Тілака в районі Карад.

Він також брав участь у Руху за незалежність Індії з 1942 року. Надавав притулок та сховок для революціонерів, розповсюджував листівки проти британського панування.
На Олімпійських іграх 1948 року в Лондоні, переміг австралійського борця в перші хвилини поєдинку, і посів шосте місце в найлегшій ваговій категорії до 52 кг.
Готувався до наступної Олімпіади в Гельсінкі. Хашаба брав участь у легшій ваговій категорії до 125 фунтів, у якій брали участь борці з двадцяти чотирьох країн. Перемігши борців з Канади, Мексики та Німеччини, він виграв бронзову медаль 23 липня 1952 року, тим самим увійшовши в історію, ставши першим індивідуальним володарем медалі в країні (інший борець і колега Хашаби, Крішнарао Мангаве, також брав участь у тій же Олімпіаді в іншій ваговій категорії, але упустив бронзову медаль).
Односельчани зустріли його після повернення з Олімпіади кавалькадою з 151 воза з биками, яка пройшла процесією від Карада до його села.
У 1953 році японські борці відвідали Індію, і він переміг чемпіона світу Унеморі та продовжив свою переможну серію.
У 1955 році він вступив до поліції на посаду старшого інспектора. Перемагав у кількох змаганнях, які проводились серед поліцейських. Він також виконував національні обов'язки спортивного інструктора. Йому віддали честь, включивши до учасників факельного забігу на Азійських іграх 1982 року в Делі. Він служив у поліції двадцять сім років і пішов на пенсію як помічник комісара поліції з колишнього Бомбея.
Джадхав загинув у трагічній аварії на мотоциклі в 1984 році, і його дружина з усіх сил намагалася отримати будь-яку допомогу. Незважаючи на досягнення Джадхава, знадобилися роки лобіювання, щоб отримати його офіційне визнання. Уряд Махараштри посмертно нагородив Джадхава нагородою Чатрапаті Пураскар у 1992—1993 роках, а уряду Індії знадобилося майже 50 років після його олімпійської слави, щоб нарешті присудити йому нагороду Арджуни в 2001 році. Спортивний майданчик, збудований для Ігор Співдружності в Делі 2010 року було названо на його честь на честь його досягнення.

## Нагороди
У 2000 році він був посмертно нагороджений премією «Арджуна» за внесок у боротьбу.

## Спортивні результати на міжнародних змаганнях

### Виступи на Олімпіадах
| Змагання                    | Збірна | Вагова категорія          | Місце  |
| --------------------------- | ------ | ------------------------- | ------ |
| Літні Олімпійські ігри 1948 | Індія  | вільна боротьба, до 52 кг | 6      |
| Літні Олімпійські ігри 1952 | Індія  | вільна боротьба, до 57 кг | Бронза |